# Annegret Kroniger
Annegret Kroniger, född den 24 september 1952 i Bochum, Tyskland, är en västtysk friidrottare inom kortdistanslöpning.
Han tog OS-silver på 4 x 100 meter vid friidrottstävlingarna 1976 i Montréal. 